# Марыйская велаятская библиотека
Марыйская велаятская библиотека (туркм. Mary welaýatyň kitaphanasy) — областная библиотека Туркменистана, самая крупная в Марыйском велаяте. Расположена в Мары.

## История
Строительство было начато в феврале 2010 года. «Первая камень» здания заложил президент Туркменистана Гурбангулы Бердымухамедов.
Здание библиотеки построено в 2011 году и расположилось в непосредственной близости от Дворца Рухыет и головной мечети Марыйского велаята. Стоимость здания — 36,4 млн. долларов США. 20 октября 2011 года при участии Президента Туркменистана Гурбангулы Бердымухамедова состоялась церемония официального открытия.

## Здание
Здание имеет сферическую форму, его поддерживают 62 колонны. Высота библиотеки составляет 42 метра.
Трёхэтажное здание рассчитано на хранение трёх миллионов книг и посещение 600 читателей. В библиотеке расположились: книгохранилище, книжная мастерская, девять читальных залов, интернет-залы, отдельный читальный зал для почётных старейшин, рабочие кабинеты специальных отделов, конференц-залы, детская комната. Под куполом библиотеки, который выполнен в виде лепестков тюльпана, размещён мощный телескоп.
Книжный фонд библиотеки составляет более трёх миллионов томов.